# Dorcadion beckeri
Dorcadion beckeri là một loài bọ cánh cứng trong họ Cerambycidae.